# Anatolij Jarosch
Anatolij Jarosch (ukrainisch Анатолій Ярош, engl. Transkription Anatoliy Yarosh; * 25. Oktober 1952 in Perewalsk) ist ein ehemaliger ukrainischer Kugelstoßer.
Bei den Halleneuropameisterschaften wurde er 1973 in Rotterdam Elfter und 1974 in Göteborg Fünfter.
1975 gewann er Silber bei der Universiade, und 1976 wurde er Vierter bei den Halleneuropameisterschaften in München.
Einem sechsten Platz bei den Europameisterschaften 1978 in Prag folgte ein fünfter bei den Halleneuropameisterschaften 1979 in Wien.
Bei den Olympischen Spielen 1980 in Moskau wurde er Neunter.
1980 wurde er Sowjetischer Meister, 1976 und 1977 Sowjetischer Hallenmeister.

## Persönliche Bestleistungen
- Kugelstoßen: 20,95 m, 6. Juli 1980, Moskau
  - Halle: 20,62 m, 11. Januar 1979, Woroschylowhrad